# Cymatoceras
Cymatoceras es un género extinto de cefalópodos nautilitáceos de la familia Cymatoceratidae. Fue descrito por Hyatt en 1884.

## Especies
- C. albense
- C. atlas
- C. bayfieldi
- C. bifidum
- C. bifurcatum
- C. carlottense
- C. cenomanense
- C. colombiana
- C. crebricostatum
- C. deslongchampsianum
- C. eichwaldi
- C. elegans
- C. hendersoni
- C. hilli
- C. honmai
- C. hunstantonensis
- C. huxleyanum
- C. karakaschi
- C. kayeanum
- C. kossmati
- C. loricatum
- C. ludevigi
- C. manuanensis
- C. mikado
- C. neckerianum
- C. negama
- C. neocomiense
- C. pacificum
- C. paralibanoticum
- C. patagonicum
- C. patens
- C. perstriatum
- C. picteti
- C. pseudoatlas
- C. pseudoelegans
- C. pseudoneokomiense
- C. pseudonegama
- C. pulchrum
- C. radiatum
- C. renngarteni
- C. sakalavum
- C. sarysuense
- C. savelievi
- C. semilobatum
- C. sharpei
- C. tenuicostatum
- C. tourtiae
- C. tskaltsithelense
- C. tsukushiense
- C. virgatum
- C. yabei